# پری برکشلی
پری برکشلی (زادهٔ آذر ۱۳۲۴) نوازنده و مدرس پیانو، موسیقی‌شناس، موسیقی‌دان و رئیس سابق کنسرواتوار موسیقی شهر لوسه فرانسه اهل ایران است. او نخستین زنی است که مدیر دانشکدهٔ هنرهای زیبای دانشگاه تهران بوده است.

## زندگی‌نامه
پری برکشلی آذر سال ۱۳۲۴ در تهران متولد شد. پدرش مهدی برکشلی، موسیقی‌دان، فیزیک‌دان و رئیس دانشکده فیزیک دانشگاه تهران، نخستین معلم موسیقی او بود.
وی آموزش‌های مقدماتی نواختن پیانو را نزد گیتی امیرخسروی فراگرفت و به هنرستان عالی موسیقی راه یافت. در سن ۱۲ سالگی در تالار فرهنگ تهران به اجرای کنسرت پرداخت. پس از پایان دوره اول متوسطه کنسرتی را در شهر پاریس فرانسه برگزار نمود و این شهر را برای تحصیلات عالی موسیقی برگزید.
او ابتدا در «آکادمی مارگرت لونگ» سپس در «کنسرواتوار آمی‌ین» و پس از آن در «کنسرواتوار عالی موسیقی پاریس» تحصیلات عالی موسیقی خود را پی گرفت و در مدت ۱۰ سال با درجهٔ ممتاز و دریافت جایزه نخست، فارغ‌التحصیل شد. از جمله استادان پیانو او می‌توان به «ایوان لوریو»، «ایوان لوفه بور» و «ژرمن مونیه» اشاره کرد. در همان زمان جایزهٔ «بهترین اجرا کنندهٔ باخ» به او اهدا شد و آثار موسیقی الیویه مسیان را نزد وی آموخت.
پس از آن به ایران بازگشت و طرح برنامه‌ای با عنوان «شناخت موسیقی کلاسیک» را به تلویزیون ملی ایران ارائه داد. در این سلسله برنامه، پس از معرفی آهنگسازان غربی آثارشان مورد بررسی و تجزیه و تحلیل قرار می‌گرفت. پس از آن به دانشگاه تهران دعوت شد و ابتدا به سمت استادیار و سپس با مرتبهٔ دانشیار، به استخدام دانشگاه تهران درآمد. پس از آن به عنوان مدیر دانشکده هنرهای زیبای دانشگاه تهران برگزیده شد که تا پیش از آن هیچ زن دیگری به این سمت نرسیده بود. او مدت ۱۲ سال در ایران ماند و کنسرت‌های متعددی را به اجرا درآورد. وی پس از انقلاب سال ۱۳۵۷ ایران مجدداً به فرانسه بازگشت و به سمت استادی در «کنسرواتوار مونتارژی» و «کنسرواتوار سنت نوم لابروتش» دست یافت. او تا پیش از بازنشستگی استاد آموزش هنری، پروفسور پیانو و رئیس «کنسرواتوار موسیقی شهر لوسه» فرانسه بود.

## فعالیت‌های هنری
از جمله فعالیت‌های هنری پری برکشلی به موارد زیر می‌توان اشاره نمود:
همکاری با ارکستر سمفونیک تهران به رهبری فرهاد مشکات، «جان گاروی» و «آدرین سان شاین»، همکاری با ارکستر مجلسی رادیو و تلویزیون ملی ایران، همکاری با با ارکستر سمفونیک شهر نوور فرانسه، تدریس در دانشگاه تهران، تدریس در «کنسرواتوار مونتارژی» فرانسه، تدریس در «کنسرواتوار سنت نوم لابروتش» فرانسه، تدریس در آکادمی تابستانی «پارتونی» فرانسه، مدیر دوره‌های تابستانی کارآموزی پیانو و ارکستر مجلسی دربورگونی، ریاست «کنسرواتوار موسیقی لوسه» فرانسه، اجرای کنسرت‌های متعدد در فرانسه، اتریش و آمریکا، اجرای کنسرت «موسیقی قرن بیستم» در ژانویه ۱۹۹۳ در «کنسرواتوار مونتارژی» با آثاری از آهنگسازان جهانی نظیر الیویه مسیان و بلابارتوک و علیرضا مشایخی، اجرای کنسرت موسیقی کلاسیک با آثاری از موتزارت، بتهوون و علیرضا مشایخی

## آثار هنری
از جمله آثار پری برکشلی به موارد زیر می‌توان اشاره کرد:
- ترجمه کتاب تئوری کامل موسیقی اثر «ر. شایی» و «ه. شالان» انتشارات دانشگاه تهران ۱۳۶۵
- تألیف مقاله‌هایی به زبان فرانسه پیرامون «الکساندر پیرفانسوابولی» و آموزش موسیقی
- مقاله‌های موزیکولوژی به زبان‌های فرانسه و فارسی
- کتاب دوجلدی پیانو لود (متدی نوین برای آموزش پیانو)
- آثاری در مجموعه «الفاستیل»
- کتاب دماوند من کجاست؟ (به زبان فرانسوی) انتشارات ۲۰۱۵٬L’Harmattan[۳]
- نوازندگی در آلبوم موسیقی «باغ‌های نیشابور» اثر علیرضا مشایخی ۱۳۹۲[۴]